# Syllepte rhyparialis
Syllepte rhyparialis là một loài bướm đêm trong họ Crambidae.